# Saint-Michel-de-Montaigne
 Saint-Michel-de-Montaigne  (en occitano Sent Micheu de Montanha) es una población y comuna francesa, situada en la región de Aquitania, departamento de Dordoña, en el distrito de Bergerac y cantón de Vélines.

## Demografía
| 349 | 291 | 283 | 283 | 292 | 297 |
| Para los censos de 1962 a 1999 la población legal corresponde a la población sin duplicidades (Fuente: INSEE [Consultar]) |     |     |     |     |     |